# Gallinago media

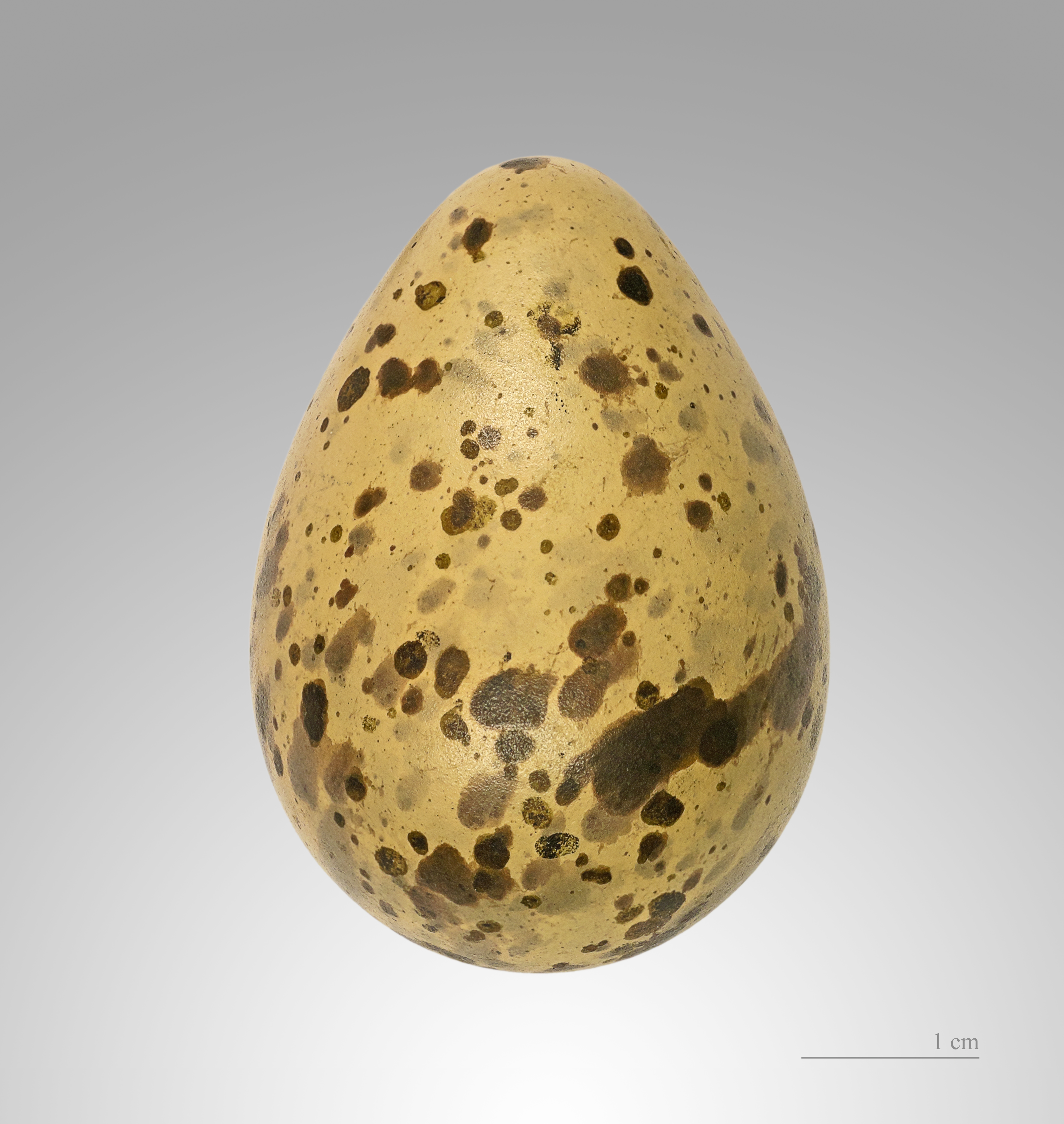
Uovo di croccolone

Il croccolone (Gallinago media, Latham 1787) è un uccello della famiglia degli Scolopacidae dell'ordine dei Charadriiformes.

## Sistematica
Gallinago media non ha sottospecie, è monotipica.

## Aspetti morfologici
Molto simile al beccaccino, se ne distingue per avere dimensioni leggermente maggiori, becco più corto e parti inferiore estesamente barrate (compreso il sottoala).
Presenta le copritrici del sopra-ala con apici chiari che da posato formano evidenti strisce bianche e le timoniere laterali bianche.

## Distribuzione e habitat
Questo uccello nidifica principalmente in Russia, Bielorussia e Norvegia, ma anche in Polonia, Svezia, Ucraina, Kazakistan e Repubbliche Baltiche. Ad agosto si sposta a sud e a est: si incontra in Turchia e Cipro, nell'Europa mediterranea, compresa l'Italia, e in Egitto. Ad ottobre migra ancora più a sud in Africa, dalla fascia di Mauritania e Sudan fino alla Namibia e il Mozambico. È di passo nell'Africa nord-occidentale e occidentale, nella Penisola Iberica, nella Penisola Arabica, in India e Myanmar. È estinto in Germania, Paesi Bassi, Danimarca e forse anche in Finlandia.

## Cultura popolare e caccia
Il croccolone deriva il suo nome dal verso emesso simile ad un gorgoglio. 
Ha carni saporite ed è soggetto alla caccia, come il beccaccino e il frullino. La caccia al croccolone compare nei libri di Tolstoi, in particolare in Anna Karenina.